# Jansaya Aebdimaelik
Jansaya Daniyarqyzy Aebdimaelik, conosciuta anche con il nome di Zhansaya Abdumalik (Almaty, 12 gennaio 2000), è una scacchista kazaka.
Raggiunto il titolo di grande maestro nel 2021, è la prima donna kazaka ad aver ottenuto il massimo titolo per un giocatore professionista. Dal maggio del 2018 è nella top 20 della classifica mondiale FIDE femminile.

## Biografia
Nel 2008 vince sia il campionato giovanile asiatico che il campionato mondiale giovanile nella categoria under 8 femminile. Nel 2011 vince il campionato mondiale giovanile, stavolta nella categoria under 12 femminile; nello stesso anno ottiene il titolo di maestro internazionale femminile (WIM), arrivando seconda al torneo under 20 femminile dell'ASEAN, quando aveva soltanto 11 anni.

## Carriera
Nel 2014 in agosto partecipa alle Olimpiadi di Tromsø in 3ª scacchiera con la nazionale kazaka, che si piazzerà al sesto posto nel torneo femminile, realizzando il punteggio di 4,5 su 9.
Nel 2016 con la nazionale kazaka ottiene la medaglia di bronzo al Campionato asiatico a squadre di Abu Dhabi, giocando in seconda scacchiera. Ottiene anche la medaglia d'argento individuale per le prestazioni di scacchiera con il punteggio di 5,5 punti su 8.
Nel 2017 in luglio si classifica al secondo posto a pari merito con altri sei giocatori al World Open di Filadelfia a solo mezzo punto da Tigran L. Petrosyan. Vince il premio per la fascia di elo 2300-2449 e ottiene la sua prima norma di grande maestro. In novembre vince il campionato mondiale juniores femminile di Tarvisio.
Nel 2021 in giugno vince la quarta tappa del FIDE Women's Grand Prix, tenutasi a Gibilterra, con il punteggio di 8,5 su 11. Questo risultato le permette di superare quota 2500 punti Elo FIDE, di ottenere il titolo di grande maestro e di partecipare al Torneo delle candidate del 2022.